# 中島智章
中島 智章（なかじま ともあき、1970年 - ）は、日本の建築史学者。工学院大学教授。

## 来歴
福岡市生まれ。ラ・サール高等学校卒、1993年東京大学工学部建築学科卒業。1998年から2000年ベルギー・リエージュ大学留学。2001年東京大学大学院工学系研究科建築学専攻博士課程修了、「ルイ14世治世下のヴェルサイユ城館および庭園と同宮殿の美術作品群の図像主題をめぐる研究」で工学博士。鈴木博之に師事。
2005年日本建築学会奨励賞受賞。
2002年工学院大学建築学部建築デザイン学科専任講師、2005年助教授、2007年准教授、2020年教授。

## 著書
- 『図説 パリ名建築でめぐる旅』（河出書房新社、ふくろうの本） 2008
- 『図説 ヴェルサイユ宮殿 太陽王ルイ14世とブルボン王朝の建築遺産』（河出書房新社、ふくろうの本） 2008
- 『図説 バロック 華麗なる建築・音楽・美術の世界』（河出書房新社、ふくろうの本） 2010
- 『図説 キリスト教会建築の歴史』（河出書房新社、ふくろうの本） 2012

### 共編著・監修
- 『図説西洋建築史』（陣内秀信, 太記祐一, 星和彦, 横手義洋, 渡辺真弓, 渡邊道治共著、彰国社） 2005
- 『日仏環境会議 都市生活と環境 2008』（三宅理一, 小川真理子, 川原正言, 横川善之, 池上敬一, 小松輝久, 岩田忠久共編、日仏工業技術会） 2008
- 『サンゴバン ガラス・テクノロジーが支えた建築のイノベーション 注目すべきフランス企業』（前島美知子共著、三宅理一監修、武田ランダムハウスジャパン） 2010
- 『装飾と建築 フォンテーヌブローからルーヴシエンヌへ』（田中久美子, 加藤耕一, 栗田秀法, 大野芳材, 矢野陽子共著、ありな書房、フランス近世美術叢書） 2013
- 『世界で一番美しい天井装飾』（監修、エクスナレッジ） 2015

## 翻訳
- 『世界の城の歴史文化図鑑 ビジュアル版』（チャールズ・スティーヴンソン編、日本語版監修、村田綾子訳、柊風舎） 2012
- 『中世ヨーロッパの城塞 攻防戦の舞台となった中世の城塞、要塞、および城壁都市』（J・E・&H・W・カウフマン、ロバート・M・ジャーガ作図、マール社） 2012
- 『VILLAS 西洋の邸宅 19世紀フランスの住居デザインと間取り』（レオン・イザベ, ルブラン設計・製図、訳・監修 マール社） 2014

## 論文
- Cinii